# Dismorphia melia
Dismorphia melia is een vlindersoort uit de familie van de Pieridae (witjes), onderfamilie Dismorphiinae.
Dismorphia melia werd in 1824 beschreven door Godart.